# League City
League City je město v okresu Galveston County ve státě Texas ve Spojených státech amerických. Jde o 33. největší město v Texasu a 254. největší město ve Spojených státech amerických. Nachází se 37 kilometrů jihovýchodně od Houstonu. Od roku 2005 je League City největším městem okresu Galveston, když téhož roku co do počtu obyvatel předehnalo město Galveston.
K roku 2020 zde žilo 114 392 obyvatel. S celkovou rozlohou 138km² byla hustota zalidnění 868 obyvatel na km². Nachází se v oblasti s vlhkým subtropickým podnebím.